# Claudia Sessa
Claudia Sessa, née vers 1570 et morte entre 1617 et 1619, est une compositrice italienne.

## Biographie
Claudia Sessa naît vers 1570 dans la famille de Sessa, une famille de l'aristocratie Milanaise. Nonne au couvent Sainte Maria Annunciata, elle compose deux œuvres sacrées en 1613. Ses dates de naissance et de mort ne sont pas connues avec certitude.

## Œuvres
- Occhi io vissi di voi
- Vatteme pur Lascivia

## Discographie
- 2000 : Rosa Mistica, Cappella Artemisia/Lombardi/Smith, Tactus